# Johan Christian Peterson

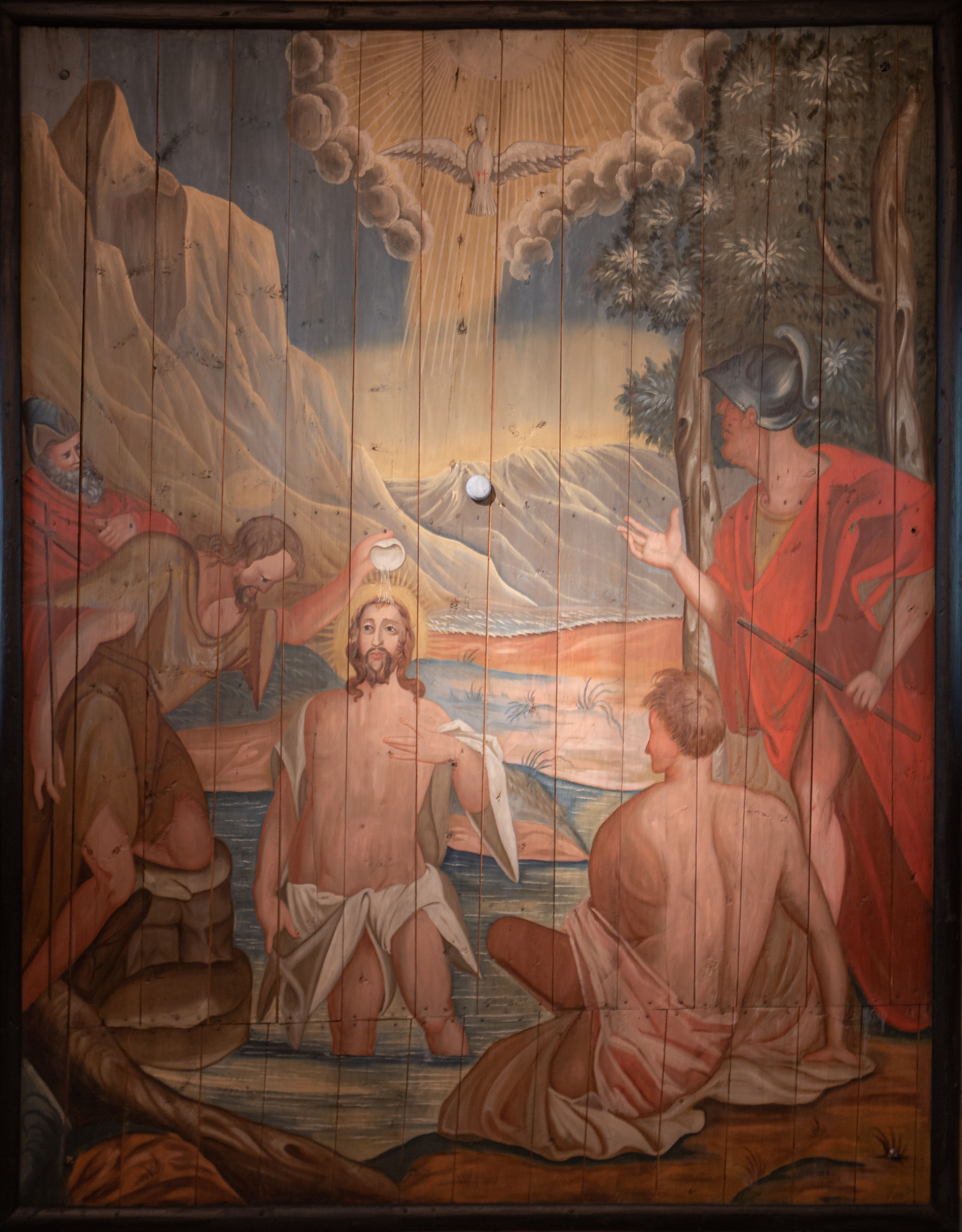
Målning Dopet i Habo kyrka

Johan Christian Peterson, född omkring 1700, död 1745, var en svensk kyrkomålare. 
Han var från 1725 gift med Catharina Holm. Pettersson var tidvis bosatt i Jönköpingstrakten och blev målarmästare i Jönköping under Göteborgs Målareämbete 1727 och blev därmed stadens förste skråanslutne mästare. Han är mest känd för sitt arbete med den signerade målningen av Habo kyrka, 1741-1743, vilket han utförde tillsammans med målaren Johan Kinnerus. Huvudtemat i målningen är från Martin Luthers katekes huvudstycken och ger en sammanfattning av den kristna läran vilket är ovanligt i övriga svenska kyrkmålningar takmålningara består av dopet och välsignelsen. Målningarna finns fortfarande bevarade. Ett utmärkande drag i Petterssons målning är den monumentalt dekorativa bredden i framställningen och ett rikligt lån från renässansmåleriet. Målarmästaren i Växjö, Johan Christian Zschotzscher var lärgosse och sannolikt även gesäll hos J C Peterson på 1730-talet.  